# Noah Jupe
Noah Casford Jupe (Londen, 25 februari 2005)  is een Brits (jeugd)acteur.
Jupe maakte zijn acteerdebuut in de televisieserie Penny Dreadful (2015) en verscheen in de televisieserie The Night Manager (2016). Op het witte doek is hij bekend in de zwarte komedie Suburbicon (2017), de horrorfilm A Quiet Place (2018) en het vervolg A Quiet Place Part II (2020). Zijn vader is filmmaker Chris Jupe en zijn moeder actrice Katy Cavanagh. Hij heeft een jongere zus en een jongere broer.

## Filmografie

### Film
| Jaar | Titel                 | Rol             | Opmerkingen |
| ---- | --------------------- | --------------- | --- |
| 2017 | HHhH                  | Ata Morevac     | aka The Man with the Iron Heart |
| 2017 | That Good Night       | Ronaldo         | |
| 2017 | Suburbicon            | Nicky Lodge     | Nominatie: Young Artist Award voor beste jonge acteur in een film                                                                   |
| 2017 | Wonder                | Jack Will       | |
| 2018 | The Titan             | Lucas Janssen   | |
| 2018 | A Quiet Place         | Marcus Abbott   | |
| 2018 | Holmes & Watson       | Doxy            | |
| 2019 | Honey Boy             | Jonge Otis Lort | Nominatie: Critics' Choice Award voor beste jonge acteur / actrice Nominatie: Independent Spirit Award voor beste mannelijke bijrol |
| 2019 | Ford v Ferrari        | Peter Miles     | aka Le Mans '66 |
| 2020 | A Quiet Place Part II | Marcus Abbott   | |
| 2021 | No Sudden Move        |                 | |

### Televisie
| Jaar | Titel                 | Rol                  | Opmerkingen               |
| ---- | --------------------- | -------------------- | ------------------------- |
| 2015 | Penny Dreadful        | Charles Chandler     | 1 aflevering              |
| 2015 | A Song for Jenny      | William              | Televisiefilm             |
| 2015 | Downton Abbey         | Kind                 | 1 aflevering              |
| 2016 | The Night Manager     | Daniel Roper         | 3 afleveringen            |
| 2016 | Houdini & Doyle       | Kingsley Conan Doyle | 5 afleveringen            |
| 2016 | The Last Dragonslayer | Tiger Prawns         | Televisiefilm             |
| 2020 | The Undoing           | Henry Sachs          | Miniserie, 6 afleveringen |